# Фредерицелла венценосная
Фредерицелла венценосная или Фредерицелла султана (лат. Fredericella sultana) — вид пресноводных мшанок семейства Fredericellidae из класса покрыторотых.

## Строение
Лофофор округлый (в отличие от остальных покрыторотых мшанок, у которых он подковообразный) и несёт от 17 до 25 щупалец. Polypide самый маленький среди покрыторотых (не более 1,5-2 мм в длину). Ротовое отверстие прикрыто эпистомом — маленькой дорсальной полой лопастью. Трубки особей хитиновые, светло- или тёмнокоричневые, инкрустированные панцирями диатомовых, песчинками и т. п. Статобласты только сидячие почковидной или бобовидной формы, без следов плавательного кольца. Колонии могут иметь вид деревца, стелющейся войлокообразной массы или дёрна и покрывают различные водные растения и подводные предметы.

## Распространение
Найден на различных континентах: в Европе, Азии, Северной и Южной Америке, Австралии и Новой Зеландии. В водах бывшего СССР от бассейна Волги до Уссури.

## Образ жизни
Предпочитает стоячие или медленно текучие воды, хотя иногда встречается и в быстро текучих реках и даже порогах. Анализ распространения этого вида в Норвегии показал, что эти мшанки предпочитают эвтрофные озёра с небольшой высотой над уровнем моря, каменистыми берегами, слабо окрашенной водой, высокой концентрацией кальция и pH выше 5,4.

## Природоохранный статус
Была занесена в первое издание Красной книги Волгоградской области. Впоследствии была исключена из неё и перенесена в список объектов мониторинга.

## Схожие виды
От Fredericella indica отличается лишь структурой поверхности статобласта и кариотипом: у F. sultana (2n=16) поверхность статобласта гладкая, а у F. indica (2n=14) — шероховатая. Эти виды, таким образом, можно отделить друг от друга только с помощью электронной микроскопии и генетических исследований.